# 그랑제콜

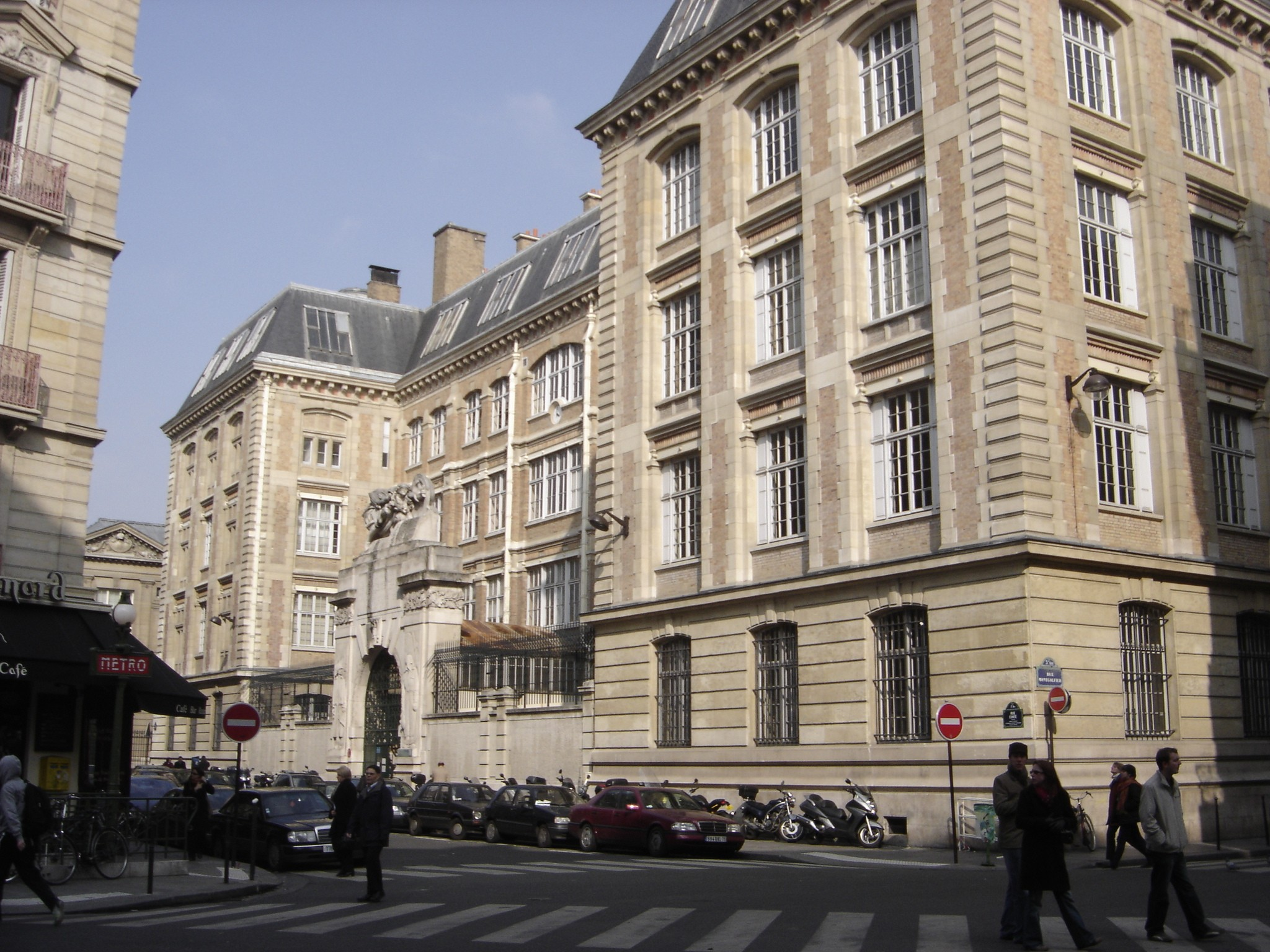

그랑제콜(프랑스어: Grandes Écoles [ɡʁɑ̃d.z‿ekɔl] )은 프랑스 특유의 소수정예 고등교육기관 체계를 가리키는 용어로, 프랑스의 최고 엘리트 과정의 학교라고 할 수 있다. 프랑스 사회에서는 일반 공립 대학교(프랑스어: Université)와 구분되어 있다. 프랑스 교육부는 그랑제콜에 대해서 구체적으로 법으로 규정하고 있지 않기 때문에 어떤 법적 기준에 의해 그랑제콜 기관으로 공인받는 것이 아니라, 일반적으로 다음을 충족시킴으로써 사회적 공인을 받는다:
- 첫째로, 대학입시 이후 2년의 그랑제콜 준비반(Classes Préparatoires aux Grandes Écoles) 또는 이에 준하는 교육과정을 수료해야 입학할 수 있다.
- 둘째로, 소수정예 경쟁선발을 통한 우수 인재 육성과정을 지향한다.
- 셋째로, 그랑제콜 협의회(Conférence des Grandes Écoles)라는 민간단체에 속해 있다.

그랑제콜 협의회에 의하면 현재 그랑제콜 체계는 약 250개 학교로 구성되어 있는데, 사실상 프랑스 사회에서 그랑제콜 학교로 인식하고 있는 곳들은 이 중에서도 가장 유력한 동문과 오랜 역사를 가진, 즉 모든 분야를 통틀어 손에 꼽히는 최정상급 학교들이다. 해당 학교들의 정원을 모두 합쳐도 매년 몇천명이 채 되지 않지만 이곳 출신들은 오늘날 프랑스 학계, 정관계, 재계, 산업계의 최고위직에 대거 포진되어 있다.

## 역사
18세기 후반 프랑스 혁명 이후 나폴레옹은 중앙집권 체제 강화를 위해 체계화된 엘리트층 양성이 필요하다는 판단하에 그랑제콜 체계를 세우기 시작했다. 따라서 당시에는 주로 군사기술, 사회 공공 기반 개발 등의 업무를 담당할 기술 관료들을 양성하는 것이 그랑제콜의 주된 목적이었으며, 이때 설립된 그랑제콜 기관 중에는 국립고등교량도로학교(1747년), 국립고등기술공예학교(1780년), 파리 국립광업학교(1783년), 에콜 폴리테크니크(1794년) 등이 있다.
19세기부터는 프랑스의 산업 발달을 뒷받침할 공학자들의 양성이 필요함에 따라 여러개의 공학 그랑제콜들이 추가적으로 설립되었다. 그 중 대표적으로 생테티엔 국립광업학교(1816년), 에콜 상트랄 파리(1829년) 등이 있으며, 이후 수펠레크, 프랑스국립고등항공우주학교 등 더욱 세분화되고 전문화된 공학계열 그랑제콜들이 여럿 설립되었고, 공학 외에 정치, 상경, 예술 등에 특화된 그랑제콜들도 차츰 생겨나기 시작했다.

## 특징
그랑제콜의 특징은 세 가지이다.
- 첫째는, 프랑스의 일반 국립대학들은 바칼로레아(중등과정 졸업시험)만 50% 이상의 점수를 받아 통과하면 별다른 제한조건 없이 누구나에게 입학 자격이 주어지는 반면에, 그랑제콜 기관들은 상당한 난이도의 교육과정과 높은 경쟁률의 경쟁시험을 통해 소수의 학생들을 선발하는데, 그 과정은 다음과 같다. 먼저 바칼로레아에서 상위 4% 이내의 성적을 거둔 학생들 가운데 그랑제콜 입학을 희망하는 학생들은 그랑제콜 준비반(프랑스어: Classes Préparatoires aux Grandes Écoles)에 진학하며, 2년의 특수 교육과정을 이수한 이후 콩쿠르(경쟁선발시험)에 응시하여 각 기관의 입학정원에 따라 성적순으로 선발된다. 한 번 그랑제콜 입학시험에 불합격한 학생들은 재시험에 응시 할 수 없다.

- 둘째는, 프랑스의 일반 국립대학들은 한 학교에 여러 분야 혹은 다양한 전공들이 한 학교에 함께 모여있고 학교별 학생 수도 상당히 많은 대중교육을 지향하지만, 반면에 학생수가 적은 그랑제콜들은 공학, 경영, 정치, 행정 등 한 분야에 특화되어 있어 각 분야 최고 수준의 엘리트 양성에 중점을 두고 있다.

- 셋째는, 그랑제콜들은 소수정예의 양질의 교육을 추구하기에 학생 1인당 교육을 위해 사용하는 비용이 국립대학들에 비해 훨씬 많고, 교육시설 확충은 물론 일반적인 교육 및 연구 예산 측면에서 그동안 보다 많은 투자가 이루어져 왔으며, 이러한 교육비용을 국가예산에만 의존하지 않고 비교적 높은 학비를 받거나 동문 또는 다양한 기관들로부터 후원 및 지원을 받는다.

그랑제콜은 일반적으로 국립기관이지만, 상경계열 그랑제콜들을 중심으로 사립기관들도 존재한다. 예를 들어, 2004년을 기준으로, 226개의 공학 그랑제콜들 중 162개가 국가에 속했었고(116개의 학교들은 교육부소속이었고 46개는 다른 부서 소속이었다.) 46개의 학교가 사립이었다. 그러나 그랑제콜 안에서도 각 계열별로 엄격한 평가 순위들이 존재하며, 이에 따라 그랑제콜 준비반 졸업생들의 지원선호에 의해서 사실상 순위가 정해져 있는 것이 특징이다.

## 주요 그랑제콜
다음은 학문우수성, 국제인지도, 산학협력, 입학경쟁률, 고용주평판 등의 기준을 종합하여 각 계열별 최상위로 인정되고 있는 그랑제콜 명단이다.
인문/자연학계열
- 고등사범학교 (파리) (École Normal Supérieure: ENS Paris): 폴리테크니크와 더불어 들어가는것 자체가 명예인 학교

공학계열
- 에콜 폴리테크니크 (École Polytechnique: EP 또는 l'X)
- 에콜 썽트랄 (파리) (École Centrale Paris: ECP 또는 Centrale)
- 파리 국립광업학교, 에꼴 데 민 드 파리 (École des Mines de Paris: Mines)
- 국립고등교량도로학교, 에꼴 나씨오날 데 뽕 에 쇼쎄 (École Nationale des Ponts et Chaussées)
- 국립응용과학원(Institut National des Sciences Appliquées)

상경계열
- 파리 경영대학 (École des Hautes Études Commerciales de Paris: HEC Paris)
- 에섹경영대학 (École Supérieure des Sciences Economiques et Commerciales: ESSEC)
- ESCP (École supérieure de commerce de Paris)
- EDHEC:
- EM-LYON:
- SKEMA:
- AUDENCIA:
- ICN BUSINESS SCHOOL

정치/행정계열
- 파리 정치대학(시앙스포) (Institut d'Études Politiques de Paris: SciencesPo Paris)
- 국립행정학교 (École Nationale d'Administration: ENA)

## 참고 문헌
- 프랑스 그랑제콜 관련 뉴욕타임즈 기사(2010.07.01)

## 같이 보기
- PSL 리서치 유니버시티
- 파리-사클레 대학교
- 상트랄 대학원 연합